# Perotettix
Perotettix  (лат.) — род цикадок из отряда полужесткокрылых. 

## Описание
Цикадки размером 5-6 мм. Умеренно стройные, с округленно-треугольно выступающей вперёд головой, переход лица в темя закругленный. Олигофаги елей и пихт. В СССР 2 вида.  
- Perotettix orientalis Anufr.
- Perotettix pictus (Lethierry, 1880)